# Parastratocles radiatus
Parastratocles radiatus är en insektsart som först beskrevs av Scudder, S.H. 1875.  Parastratocles radiatus ingår i släktet Parastratocles och familjen Pseudophasmatidae. Inga underarter finns listade i Catalogue of Life.